# Hard Bargain (Trinidad y Tobago)
Hard Bargain es una localidad de Trinidad y Tobago que forma parte de la región de Princes Town.

## Geografía
La localidad abarca parte de la isla Trinidad y limita al norte con Riversdale (localidad perteneciente a la región de Couva-Tabaquite-Talparo) y Piparo al sur con Eccles Village y Sisters Village, al este con Sisters Village y al oeste con Eccles Village.

## Demografía
Datos demográficos de la localidad de Hard Bargain:
| Gráfica de evolución demográfica de Hard Bargain entre 2011 y 2011 |
|                                                                    |